# Gynoplistia schachovskoyana
Gynoplistia schachovskoyana är en tvåvingeart som beskrevs av Alexander 1960. Gynoplistia schachovskoyana ingår i släktet Gynoplistia och familjen småharkrankar. Inga underarter finns listade i Catalogue of Life.